# Mount Trishui
Mount Trishui ist ein Berg in der Schirmacher-Oase des ostantarktischen Königin-Maud-Lands.
Indische Wissenschaftler benannten ihn. Der weitere Benennungshintergrund ist nicht überliefert.